# Kāh Sareh
Kāh Sareh (persiska: کاه سره, Kāh Sarā) är en ort i Iran.   Den ligger i provinsen Kermanshah, i den västra delen av landet, 500 km väster om huvudstaden Teheran. Kāh Sareh ligger 735 meter över havet och antalet invånare är 475.
Terrängen runt Kāh Sareh är lite bergig. Runt Kāh Sareh är det ganska tätbefolkat, med 60 invånare per kvadratkilometer. Närmaste större samhälle är Sarpol-e Z̄ahāb, 14,1 km nordväst om Kāh Sareh. Omgivningarna runt Kāh Sareh är i huvudsak ett öppet busklandskap.